# Бороздинка
Борозди́нка (рос. Бороздинка) — село у складі Альменєвського округу Курганської області, Росія.
Населення — 326 осіб (2010, 509 у 2002).
Національний склад станом на 2002 рік:
- росіяни — 58 %
- башкири — 35 %